# 米格列奈
米格列奈（商品名：Glufast）是一种含氮有机化合物，分子式C19H25NO3，可用作2型糖尿病治疗药物。